# 桜乃りの
桜乃 りの（さくらの りの、2004年〈平成16年〉11月12日 - ）は、日本のAV女優。ティーパワーズ所属。東京都出身。

## 経歴
2025年3月11日にエスワンよりAVデビュー。
5月には『TREND GIRLS撮影会2025』に参加。透け感ある水着スタイルが報道された。
同年6月30日週FANZAレンタルフロアランキングにおいて、デビュー作が初登場6位。
同年7月28日週FANZA動画フロアランキングにて、デビュー作が10位に再浮上。

## 人物
趣味は、可愛い服を見る。
特技はダンス で、インタビューによると2歳から習っている。
ライターの浜野きよぞうは「清純感がハンパなくて、いい意味でAV女優に全く見えない」と容姿を筆致。身体的特徴としては「感じてくると顔を出す、恥ずかしがり屋の乳首もキュート」と解説。桜乃にとって乳首はデビューするまでコンプレックスであり、デビュー作で見せて以来「褒めてくださる方が結構いて」と照れ笑えるようになった。
将来の目標は2025年時点で「この世界でトップを取ること」と「教科書に載るくらい有名になること」を挙げている。

## 作品

### アダルトビデオ
- 夢、青春、セックス。新人NO.1STYLE バズりたいアイドルインフルエンサー 桜乃りの AVデビュー（3月11日、エスワン）
- まだ知らないエッチ、今日卒業します。アイドルインフルエンサー‘桜乃りの’の初・体・験3本番 人生初めて尽くしで、めちゃイキまくりSpecial（4月8日、エスワン）
- 遺伝子レベルでおじさん大好き濃厚お泊りデート たくさん笑って、たくさんベロチュウして、たくさんねっちょり絡み合う最高の濃密 桜乃りの（5月13日、エスワン）[8]
- 元アイドルだって、潮吹いて、ケイレンして、バズりたい。 桜乃りの（6月10日、エスワン）
- 笑顔でシコシコして、笑顔で顔射受け止めて、最高奉仕してくれる、大量顔射ぶっかけオナサポインフルエンサー 桜乃りの（7月8日、エスワン）
- 中年教師の私は、教え子の眩しい笑顔と見つめる眼差しに負けてしまって、何度も性行為を求めてしまった。 桜乃りの（8月12日、エスワン）

### VR作品
- 夢、青春、セックス。VR NO.1 STYLE 桜乃りの解禁 アイドルインフルエンサー少女は、VRエッチでもっとバズりたい！（6月30日、エスワン）

### イメージビデオ
- Rino 薄紅の舞踏会・桜乃りの（2025年7月3日、REbecca）

## 出演

### テレビ
- 月ともぐら（2025年6月20日 - 7月18日、テレビ東京)

## 外部サイト
- 桜乃りの (@sakurano_rino) - X
- 桜乃りの (@sakurano_rino) - Instagram
- 桜乃りの (@user4osedk1gr6) - TikTok

※以下は、18禁サイト
- 桜乃りの - S1 NO.1 STYLE公式サイト
- 桜乃りの - AVプロダクション【ティーパワーズ】公式サイト